# General Electric GE9X
El General Electric GE9X és un motor d'aviació turboventilador d'alt índex de derivació desenvolupat per General Electric Aviation. Té un empenyiment nominal de 470 kN i està previst que sigui la planta motriu del Boeing 777X. Fou engegat a terra per primera vegada l'abril del 2016 i tingué el seu primer vol el 13 d'abril del 2018. Impulsarà el primer vol del 777-9 el 2019 i entrarà en servei el 2020.